# Lispe marina
Lispe marina este o specie de muște din genul Lispe, familia Muscidae. A fost descrisă pentru prima dată de Becker în anul 1913. Conform Catalogue of Life specia Lispe marina nu are subspecii cunoscute.